# Aces High
Az Aces High az Iron Maiden brit heavy metal együttes 1984-es Powerslave című albumának második kislemezen megjelent dala. A brit slágerlistán rosszabbul szerepelt, mint elődje, mindössze a 20. helyet érte el. 1990-ben a The First Ten Years box set részeként adták ki újra a kislemezt CD-n.
Az Aces High a második világháború légi csatáinak állít emléket. A dal egy brit pilóta szemszögéből mutatja be a náci Luftwaffe és a Brit Királyi Légierő (RAF) csatáját Anglia fölött. A dalcímben szereplő Ászok (aces) olyan pilóták , akik legalább 5 légi csatát győztesen vívtak meg. A szövegben felbukkannak a Banditák (a német pilótákat nevezték így a britek), illetve a két ellenfél által használt vadászgépek, a brit Spitfire és a német Messerschmitt (ME-109). A lemezborítón ennek megfelelően egy vadászgép pilótafülkéjében vicsorog Eddie egy ütközet kellős közepén. A dalhoz készült videóklip az akkori brit miniszterelnök Winston Churchill beszédével és korabeli filmhíradós képekkel indul. A zenekar intenzív színpadi előadására építő klipben később is sokszor felbukkannak az Angliai csata képei.
A kislemez B-oldalára egy feldolgozás került, az angol zenészek által Németországban alapított progresszív rock együttes, a Nektar 1972-es albumáról. Tulajdonképpen két Nektar-dalt, a Crying in the Dark-ot és a King of Twilight-ot gyúrta egybe az Iron Maiden, de csak az utóbbi címét tüntették fel a kislemezen. A maxi single változaton második B-oldalas dalként a The Number of the Beast élő felvétele szerepel az 1983-as dortmundi koncertről.

## Számlista
7" kislemez
1. Aces High (Steve Harris) – 4:31
2. King of Twilight  (Nektar-feldolgozás) – 4:49

12" kislemez
1. Aces High (Harris) – 4:31
2. King of Twilight  (Nektar-feldolgozás) – 4:49
3. The Number of the Beast (Live at Westfallenhalle, Dortmund, 1983) (Harris) – 4:57

## Közreműködők
- Bruce Dickinson – ének
- Dave Murray – gitár
- Adrian Smith – gitár
- Steve Harris – basszusgitár
- Nicko McBrain – dobok